# Lineaire transformatie
In de lineaire algebra, een deelgebied van de wiskunde, is een lineaire transformatie een lineaire afbeelding van een vectorruimte naar zichzelf.

## Eindigdimensionale geval

### Lineaire transformatie vastgelegd door de beelden van een basis
Een lineaire transformatie werkt altijd op een vectorruimte {\displaystyle V} van een gegeven aantal {\displaystyle n} dimensies. De lineaire transformatie {\displaystyle T:V\to V} wordt vastgelegd door de beelden {\displaystyle T(\mathbf {b} _{1}),\ldots ,T(\mathbf {b} _{n})} van een geordende basis {\displaystyle (\mathbf {b} _{1},\ldots ,\mathbf {b} _{n})} van {\displaystyle V}. Een willekeurige vector {\displaystyle \mathbf {x} =\sum _{i=1}^{n}\xi _{i}\mathbf {b} _{i}\in V} met coördinaten {\displaystyle (\xi _{1},\ldots ,\xi _{n})} ten opzichte van deze basis wordt immers afgebeeld op:
{\displaystyle T(\mathbf {x} )=T\left(\sum _{i=1}^{n}\xi _{i}\mathbf {b} _{i}\right)=\sum _{i=1}^{n}\xi _{i}T(\mathbf {b} _{i})}

### Matrix van een lineaire transformatie
Door de keuze van een geordende basis {\displaystyle (\mathbf {b} _{1},\ldots ,\mathbf {b} _{n})} in {\displaystyle V} wordt de lineaire transformatie {\displaystyle T} geheel bepaald door de matrix {\displaystyle \tau } die als elementen de coördinaten van de beelden van de basisvectoren heeft. Deze beelden worden bepaald door:
{\displaystyle T(\mathbf {b} _{i})=\sum _{j=1}^{n}t_{ij}\mathbf {b} _{j}},
Voor het beeld {\displaystyle T(\mathbf {x} )=\sum _{j=1}^{n}\eta _{j}\mathbf {b} _{j}} van {\displaystyle x=\sum _{i=1}^{n}\xi _{i}\mathbf {b} _{i}} geldt dus:
{\displaystyle \sum _{j=1}^{n}\eta _{j}\mathbf {b} _{j}=T(x)=T\left(\sum _{i=1}^{n}\xi _{i}\mathbf {b} _{i}\right)=\sum _{i=1}^{n}\xi _{i}T(\mathbf {b} _{i})=\sum _{i=1}^{n}\xi _{i}\sum _{j=1}^{n}t_{ij}\mathbf {b} _{j}=\sum _{j=1}^{n}\sum _{i=1}^{n}\xi _{i}t_{ij}\mathbf {b} _{j}}.
zodat:
{\displaystyle \eta _{j}=\sum _{i=1}^{n}\xi _{i}t_{ij}}.
Dit komt neer op het matrixproduct van de kolomvector {\displaystyle \xi =[\xi _{1},\ldots ,\xi _{n}]^{\text{T}}} van de coördinaten van {\displaystyle \mathbf {x} } met de matrix {\displaystyle \tau =(t_{ij})^{\text{T}}}, met als resultaat de kolomvector {\displaystyle \eta =[\eta _{1},\ldots ,\eta _{n}]^{\text{T}}} van de coördinaten van {\displaystyle {\text{T}}(\mathbf {x} )}:
{\displaystyle \eta =\tau \xi }.
Uitgeschreven ziet dat er zo uit:
{\displaystyle {\begin{bmatrix}\eta _{1}\\\eta _{2}\\\vdots \\\eta _{n}\end{bmatrix}}={\begin{bmatrix}\tau _{11}&\tau _{12}&\cdots &\tau _{1n}\\\tau _{21}&\tau _{22}&\cdots &\tau _{2n}\\\vdots &\vdots &\ddots &\vdots \\\tau _{n1}&\tau _{m2}&\cdots &\tau _{nn}\end{bmatrix}}{\begin{bmatrix}\xi _{1}\\\xi _{2}\\\vdots \\\xi _{n}\end{bmatrix}}},
waarin {\displaystyle \tau _{ij}=t_{ji}}. De matrix {\displaystyle \tau } die de transformatie {\displaystyle T} representeert, heeft dus als kolommen de coördinaten van de beelden van de basisvectoren.

#### Voorbeeld
De lineaire transformatie {\displaystyle T} van de vectorruimte {\displaystyle \mathbb {R} ^{2}} beeldt de basisvectoren (1,0) en (0,1) op de vectoren (3,2) en (5,4) af. Daarmee is {\displaystyle T} geheel vastgelegd. De matrix van {\displaystyle T} is dan
{\displaystyle {\begin{bmatrix}3&5\\2&4\end{bmatrix}}}.
Het beeld van bijvoorbeeld de vector {\displaystyle (-1,5)} heeft de coördinaten:
{\displaystyle {\begin{bmatrix}3&5\\2&4\end{bmatrix}}{\begin{bmatrix}-1\\5\end{bmatrix}}={\begin{bmatrix}22\\18\end{bmatrix}}}.
Dus is {\displaystyle T(-1,5)=22(1,0)+18(0,1)=(22,18)}.

### Determinant, rang en nulruimte
Een lineaire transformatie kan bijectief zijn. De determinant van de matrix van de transformatie is dan verschillend van 0 en de matrix heeft volle rang, wat onder andere inhoudt dat de kolommen onderling onafhankelijk zijn. De matrix {\displaystyle \mathbf {A} } is in dit geval regulier en de kern ervan bestaat alleen uit de nulvector.
Als de transformatie geen inverse heeft, is de determinant van de matrix gelijk aan 0. De rang van de matrix is dan kleiner dan de dimensie van de ruimte, dus zijn de kolommen niet onderling onafhankelijk. De beelden van de basisvectoren spannen dan een deelruimte op van een kleinere dimensie. Er is een deelruimte, de nulruimte of kern van de transformatie, die op de nulvector wordt afgebeeld.

### Lineaire transformaties van het vlak
Lineaire transformaties van de {\displaystyle \mathbb {R} ^{2}} kunnen worden beschreven door een 2×2-matrix {\displaystyle \mathbf {A} }. Kiest men de eenheidsvectoren als basis dan zijn de kolommen van {\displaystyle \mathbf {A} }, als vector gezien, de beelden van de eenheidsvectoren. Enkele voorbeelden:

#### Identiteit
Ieder punt wordt op zichzelf afgebeeld.
{\displaystyle \mathbf {A} ={\begin{bmatrix}1&0\\0&1\end{bmatrix}}}.

#### Rotatie
Een rotatie van 90° tegen de klok in:
{\displaystyle \mathbf {A} ={\begin{bmatrix}0&-1\\1&0\end{bmatrix}}}
Een rotatie over een hoek {\displaystyle \theta } tegen de klok in:
{\displaystyle \mathbf {A} ={\begin{bmatrix}\cos(\theta )&-\sin(\theta )\\\sin(\theta )&\cos(\theta )\end{bmatrix}}}.

#### Spiegeling
Spiegeling om de {\displaystyle x}-as:
{\displaystyle \mathbf {A} ={\begin{bmatrix}1&0\\0&-1\end{bmatrix}}}.

#### Schaling
Een homothetie met factor 2:
{\displaystyle \mathbf {A} ={\begin{bmatrix}2&0\\0&2\end{bmatrix}}}.
Een schaling met een factor {\displaystyle r} in de horizontale richting en een factor {\displaystyle s} in de verticale richting:
{\displaystyle \mathbf {A} ={\begin{bmatrix}r&0\\0&s\end{bmatrix}}}.

#### Afschuiving
Horizontale afschuiving:
{\displaystyle \mathbf {A} ={\begin{bmatrix}1&m\\0&1\end{bmatrix}}}.

#### Samendrukking
Horizontaal uitrekken en verticaal samendrukken, met factor {\displaystyle k>1}:
{\displaystyle \mathbf {A} ={\begin{bmatrix}k&0\\0&1/k\end{bmatrix}}}.

#### Projectie
Projectie op de {\displaystyle y}-as:
{\displaystyle \mathbf {A} ={\begin{bmatrix}0&0\\0&1\end{bmatrix}}}

### Algemene lineaire groep
De lineaire afbeeldingen van een vectorruimte {\displaystyle V} vormen een groep, de algemene lineaire groep van {\displaystyle V}. Die groep wordt gewoonlijk genoteerd als {\displaystyle GL(V)}.

## Bewerkingen met lineaire transformaties

### Som van twee lineaire transformaties
Als {\displaystyle T_{1}} en {\displaystyle T_{2}} lineaire transformaties zijn van een vectorruimte {\displaystyle V}, is hun som {\displaystyle T_{1}+T_{2}}, die gedefinieerd is door
{\displaystyle \forall \mathbf {v} \in V:(T_{1}+T_{2})(\mathbf {v} )=T_{1}(\mathbf {v} )+T_{2}(\mathbf {v} )},
ook een lineaire transformatie van {\displaystyle V}.
Eindigdimensionale geval:
Ten opzichte van een basis van {\displaystyle V} is de matrix {\displaystyle \mathbf {A} } van {\displaystyle T_{1}+T_{2}} gelijk aan de som {\displaystyle \mathbf {A} _{1}+\mathbf {A} _{2}} van de matrices {\displaystyle \mathbf {A} _{1}} en {\displaystyle \mathbf {A} _{2}} van {\displaystyle T_{1}} en {\displaystyle T_{2}}:
{\displaystyle \mathbf {A} =\mathbf {A} _{1}+\mathbf {A} _{2}}.

### Product van een lineaire transformatie met een reëel getal
Als {\displaystyle T_{1}} een lineaire transformatie is van een vectorruimte {\displaystyle V} en  {\displaystyle \alpha } een reëel getal, dan is het scalaire product {\displaystyle \alpha T_{1}}, dat gedefinieerd is door
{\displaystyle \forall \mathbf {v} \in V:(\alpha T_{1})(\mathbf {v} )=\alpha (T_{1}(\mathbf {v} ))},
ook een lineaire transformatie van {\displaystyle V}.
Eindigdimensionale geval:
Ten opzichte van een basis van {\displaystyle V} is de matrix {\displaystyle \mathbf {A} } van {\displaystyle \alpha T_{1}} gelijk aan het scalaire product {\displaystyle \alpha \mathbf {A} _{1}} van {\displaystyle \alpha } en de matrix {\displaystyle \mathbf {A} _{1}} van {\displaystyle T_{1}}:
{\displaystyle \mathbf {A} =\alpha \mathbf {A} _{1}}.

### Samenstelling van lineaire transformaties
Als {\displaystyle T_{1}} en {\displaystyle T_{2}} lineaire transformaties zijn van een vectorruimte {\displaystyle V}, dan hun samenstelling {\displaystyle T_{1}\circ T_{2}}, die gedefinieerd is door
{\displaystyle \forall \mathbf {v} \in V:(T_{1}\circ T_{2})(\mathbf {v} )=T_{1}(T_{2}(\mathbf {v} ))},
ook een lineaire transformatie van {\displaystyle V}.
Eindigdimensionale geval:
Ten opzichte van een basis van {\displaystyle V} is de matrix {\displaystyle \mathbf {A} } van {\displaystyle T_{1}\circ T_{2}} gelijk aan het matrixproduct {\displaystyle \mathbf {A} _{1}\mathbf {A} _{2}} van de matrices {\displaystyle \mathbf {A} _{1}} en {\displaystyle \mathbf {A} _{2}} van {\displaystyle T_{1}} en {\displaystyle T_{2}}:
{\displaystyle \mathbf {A} =\mathbf {A} _{1}\mathbf {A} _{2}}.

## Eigenwaarden en eigenvectoren van een lineaire transformatie
Onder de bijectieve transformaties van een lineaire ruimte {\displaystyle V} zijn er die een deelruimte {\displaystyle D\subset V} op zichzelf afbeelden. Als {\displaystyle D} eendimensionaal is, heet iedere vector {\displaystyle \mathbf {d} \in D,\mathbf {d} \neq 0} een eigenvector van de transformatie. De eigenvector {\displaystyle \mathbf {d} } wordt afgebeeld op een veelvoud {\displaystyle \lambda \mathbf {d} } van {\displaystyle \mathbf {d} }. De factor {\displaystyle \lambda } heet eigenwaarde van de transformatie.

### Eigenschappen
- De eigenvectoren van een lineaire transformatie {\displaystyle T} die behoren bij dezelfde eigenwaarde, vormen samen met de nulvector een deelruimte van de vectorruimte {\displaystyle V}. Die ruimte heet de eigenruimte behorend bij de eigenwaarde.
- Als een lineaire transformatie bijectief is, is de inverse ook een lineaire transformatie.

Eindigdimensionale geval:
- Als een lineaire transformatie van een {\displaystyle n}-dimensionale ruimte, {\displaystyle n} verschillende eigenwaarden heeft, vormen de eigenvectoren corresponderend met die eigenwaarden een basis van {\displaystyle V}.
- Als er in een vectorruimte een basis bestaat met alleen eigenvectoren van een lineaire transformatie, dan is de matrix van die lineaire transformatie, ten opzichte van die basis, een diagonaalmatrix.